# Лопе Діес де Окс-і-Армендаріс Кастрехон
Лопе Діес де Окс-і-Армендаріс Кастрехон (ісп. Lope Díez de Aux y Armendáriz Castrejón; 1520–1585) — іспанський дворянин, капітан-генерал Нового Королівства Гранада (сучасна Колумбія), президент Королівської авдієнсії Санта-Фе-де-Боготи, губернатор провінції Кіто.

## Біографія
Народився 1520 року в містечку Тудела (Наваррське королівство). Працював у Севільї, де одружився з Хуаною де Сааведра.
30 липня 1568 року король Філіп II призначив його головою Королівської авдієнсії Кіто, 1573 року він очолив Королівську авдієнсію Чаркас (Перу), та, зрештою, 11 січня 1577 року став президентом Королівської авдієнсії Санта-Фе-де-Боготи.
За свого врядування Кастрехон карбував золоту монету, що мала нижчу якість за іспанські гроші. Окрім того, місцеві жителі почали продавати власні товари в обхід сплати податків до скарбниці. Це призвело до знецінення песо.
Наприкінці 1578 року до Боготи прийшов колишній прокурор Ліми, Хуан Баутіста Монсон, призначений новим представником іспанської корони в Боготі, який наказав схопити Кастрехона та засудив його до страти. Дочка колишнього президента вмовила Монсона замінити міру покарання на ув'язнення. Лопе Діес Кастрехон помер у в'язниці 1585 року.